# Wenchang

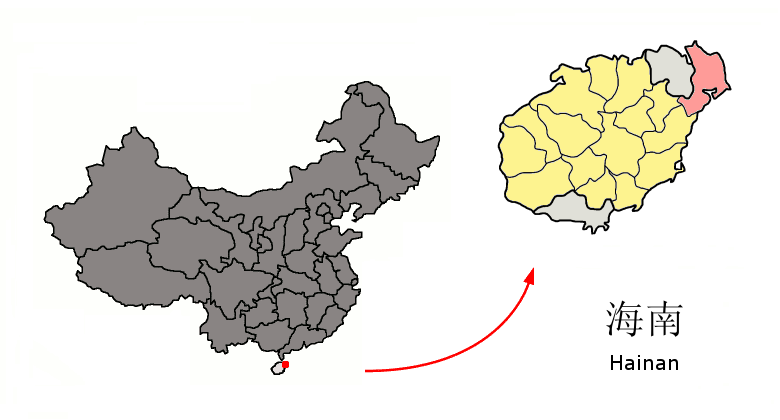
Lage der Stadt Wenchang (rot)

Wenchang (chinesisch 文昌市, Pinyin Wénchāng Shì) ist eine direkt der Provinzregierung unterstellte kreisfreie Stadt im Nordosten der chinesischen Provinz Hainan. Wenchang umfasst eine Festlandsfläche von 2.488 km² und ein Seegebiet von 5245 km². Ende 2022 hatte Wenchang rund 600.000 Einwohner.
Auf ihrem Gebiet befindet sich das Kosmodrom Wenchang, der südlichste der chinesischen Weltraumbahnhöfe. Im Norden der Großgemeinde Donglu befindet sich das Hainaner Forschungszentrum für Raumfahrt-Samenzucht (海南航天工程育种研发中心),
wo seit 2013 bei Raumflügen den Weltraumbedingungen ausgesetzte Gemüsesamen angepflanzt und in mindestens vier Generationen auf ihre Eignung für das Hainaner Klima und den örtlichen Boden geprüft werden.

## Geschichte
Hainan gehörte ursprünglich zum Gebiet der „Hundert vietnamesischen Stämme“, die dort in Clanverbänden, aber nicht in einem Staat organisiert lebten; die Nachkommen der Hainaner Clans sind die heutigen Li.
Im Jahr 110 v. Chr. eroberte General Lu Bode (路博德) für die Han-Dynastie die Insel, integrierte sie in die Provinz Jiaozhi (交阯, das heutige Guangdong) und richtete an der Stelle des heutigen Haikou die Kommandantur Zhuya (珠崖郡) ein. Einer der Kreise der Kommandantur war Zibei (紫贝县), das heutige Wenchang. Der Name hat nichts mit Purpurschnecken zu tun, sondern ist der Li-Ausdruck für den damals dort vorkommenden Kapokbaum (heute gibt es diesen Baum nur noch im Westen der Insel). Im Jahr 607, gegen Ende der Sui-Dynastie, wurde der Kreis Zibei in Wude (武德县) umbenannt und der an der Stelle des heutigen Sanya neu errichteten Kommandantur Linzhen (临振郡) zugeordnet. Im Jahr 622, nachdem General Li Yuan die Sui-Dynastie gestürzt und die Tang-Dynastie gegründet hatte, wurde der Kreis in Pingchang (平昌县) umbenannt und wanderte zurück in die Zuständigkeit der nun Yazhou (崖州) genannten Präfektur (die neue Verwaltungsbezeichnung für die alten Kommandanturen) im Norden der Insel. Fünf Jahre später, im Jahr 627, erhielt der Kreis den heutigen Namen Wenchang (文昌县).
Im März 1948 wurde der Kreis in eine Süd- und eine Nordhälfte geteilt (文南县 bzw. 文北县), aber nach der Eroberung des Gebiets durch die Volksbefreiungsarmee im April 1950 wurde der alte Zustand wiederhergestellt. Auch die Erhebung Hainans zu einer eigenständigen Provinz am 13. April 1988 änderte für Wenchang wenig. Am 17. November 1995 wurde der Kreis dann jedoch per Beschluss des Staatsrats der Volksrepublik China zu einer der Provinzregierung direkt unterstellten Stadt (省直辖县级市) hochgestuft.

## Administrative Gliederung

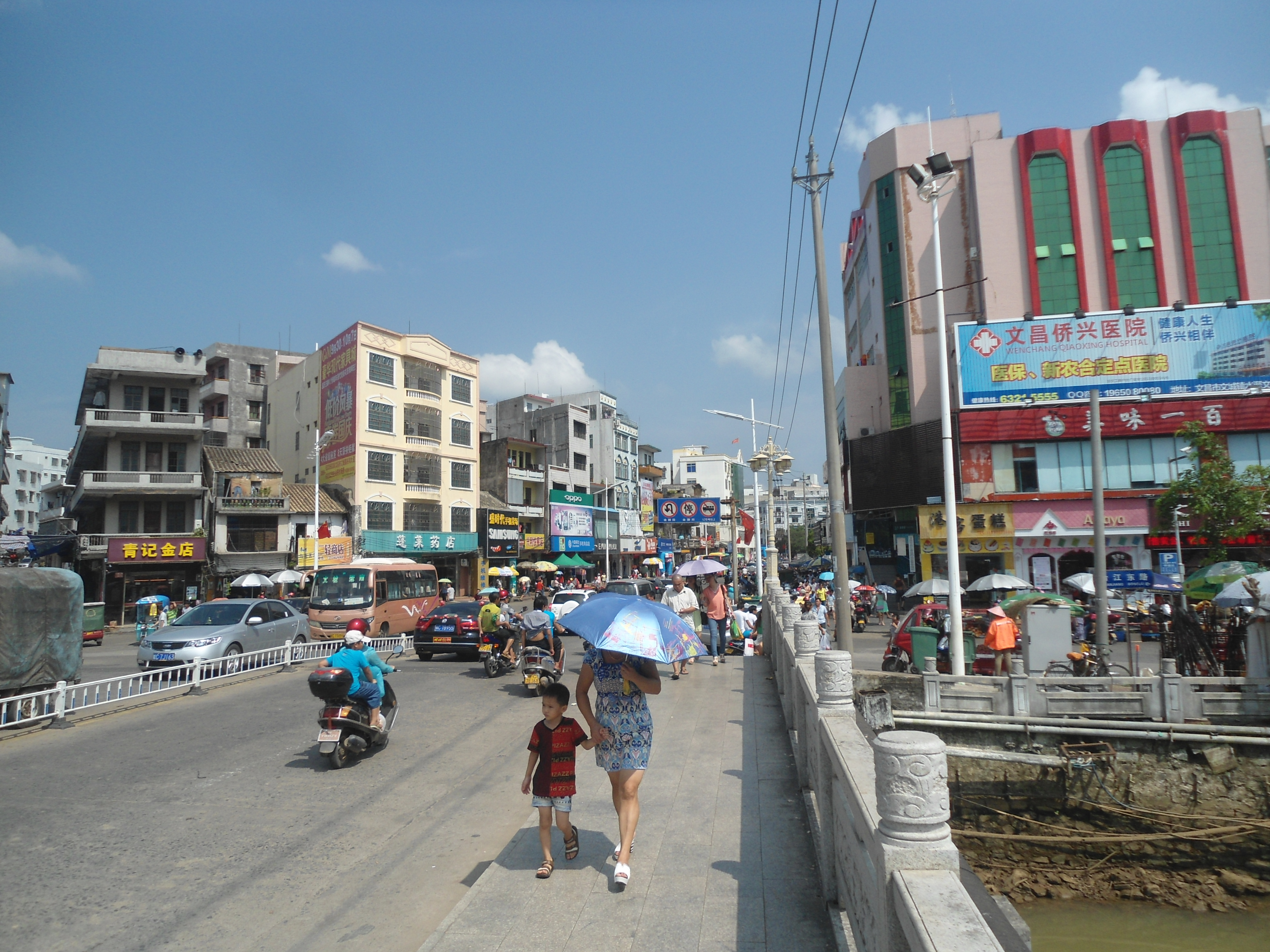
Straße in Wencheng

Wenchang setzt sich seit der Gemeindereform 2007 aus 17 Großgemeinden zusammen. Diese sind:
| Großgemeinde Baoluo (抱罗镇); Großgemeinde Changsa (昌洒镇); Großgemeinde Chongxing (重兴镇); Großgemeinde Dongge (东阁镇); Großgemeinde Dongjiao (东郊镇); Großgemeinde Donglu (东路镇); Großgemeinde Fengpo (冯坡镇); Großgemeinde Gongpo (公坡镇); Großgemeinde Huiwen (会文镇); | Großgemeinde Jinshan (锦山镇); Großgemeinde Longlou (龙楼镇); Großgemeinde Penglai (蓬莱镇); Großgemeinde Puqian (铺前镇); Großgemeinde Tanniu (潭牛镇); Großgemeinde Wencheng (文城镇), Sitz der Stadtregierung; Großgemeinde Wenjiao (文教镇); Großgemeinde Wengtian (翁田镇). |

## Verkehrsanbindung

### Land
Wenchang kann von der Inselhauptstadt Haikou aus mit dem Hochgeschwindigkeitszug über die Oststrecke der Hainaner Ringeisenbahn (海南东环铁路) in 25 Minuten erreicht werden, vom Flughafen Haikou-Meilan aus in 20 Minuten. Von Sanya im Süden der Insel benötigt der Zug 1 Stunde 30 Minuten. Über die Autobahn G9812 ist Wenchang mit Haikou und der Hainan-Ringautobahn verbunden.
Außerdem gibt es in Wenchang einen Busbahnhof, von dem aus jeden Tag Langstreckenbusse in alle Städte der Insel und bis nach Guangdong verkehren.

### See
Mit dem Hafen Qinglan (清瀾港, Pinyin Qīnglán Gǎng, „Klarwellenhafen“) an der Einfahrt zur Bamen-Bucht (八门湾) besitzt Wenchang einen wind- und wellengeschützten Hafen. Ursprünglich befanden sich dort nur zwei Kais für Fischerboote der 500-Tonnen-Klasse. Im Zusammenhang mit dem Bau des Kosmodroms in der Großgemeinde Longlou erweiterte die Provinzregierung von Hainan ab 2010 den Hafen und baute dort einen Kai für Frachter der 5000-Tonnen-Klasse.
Der Hafen ist für den internationalen Schiffsverkehr geöffnet. Da sich dort ursprünglich jedoch wenig Infrastruktur befand, wurde er primär von den Raketenfrachtern Yuan Wang 21 und Yuan Wang 22 (beide mit einer Standardverdrängung von 9080 t) genutzt, die dort mit ihren bordeigenen Kränen die Transportcontainer für die einzelnen Komponenten der Trägerraketen Changzheng 5 und Changzheng 7 ausladen. Vom Kai werden die Container dann mit Sattel-Tiefladern über die Qinglan-Brücke zum Kosmodrom transportiert, wo die Endmontage der Raketen stattfindet.
In der Zwischenzeit wurde der Hafen Qinglan stark ausgebaut. Neben dem 145 m langen Raketenkai – ein Raketenfrachter ist 130 m lang – gibt es heute dort zwei weitere Kais für Frachter der 5000-Tonnen-Klasse, einen 5000-Tonnen-Tanker-Kai und einen 180 m langen 5000-Tonnen-Kreuzfahrt-Kai. Alle diese Anlegeplätze haben eine Wassertiefe von 10,5 m. Daneben gibt es noch einen 133 m langen Kai für Zollboote der 2000-Tonnen-Klasse, einen 100 m langen Fischereikai, an dem bis zu sechs Fischerboote der 1000-Tonnen-Klasse anlegen können, ein Kai für Weltumsegler mit Booten der 300-Tonnen-Klasse, und drei Kais für Fährboote der 100-Tonnen-Klasse. 19° 32′ 59,4″ N, 110° 49′ 53,6″ O
Außerdem gibt es in der Großgemeinde Puqian, ganz im Norden der Insel, den nur für in Hainan registrierte Boote geöffneten Fischereihafen Puqian (铺前港, Pinyin Pūqián Gǎng). Am 12. März 2015 hatte die KPCh-Abgeordnete He Qiongmei (何琼妹, *1969), gleichzeitig Bürgermeisterin von Wenchang, im Landtag von Hainan vorgeschlagen, diesen, von der internationalen Wasserstraße zwischen Hainan und Guangdong nur 5 Seemeilen entfernten Hafen zu einem Tiefwasserhafen auszubauen. Da aber bereits die existierenden Häfen der Insel nicht ausgelastet sind und es bei Puqian an der Straßenanbindung, Wasser- und Stromversorgung sowie den Internetverbindungen für ein solches Projekt mangelte, antwortete das Verkehrsministerium der Provinz am 4. August 2015 in einer schriftlichen Stellungnahme, die Stadtregierung von Wenchang sollte zunächst den Aufbau der notwendigen Infrastruktur in die Wege leiten, das Verkehrsministerium würde dann seinerseits versuchen, von der Zentralregierung in Peking Mittel für das Ausbaggern der Fahrrinnen, den Bau von Molen etc. zu bekommen.
Bis heute (2019) ist Puqian ein friedlicher Fischerhafen.
20° 1′ 37,3″ N, 110° 34′ 28,3″ O